# Gambeeranahalli, Sidlaghatta
Gambeeranahalli là một làng thuộc tehsil Sidlaghatta, huyện Kolar, bang Karnataka, Ấn Độ.